# 한국복음주의협의회
한국복음주의협의회(Korea Evangelical Fellowship)는 1981년 5월 7일에 조직된 협의체로서 성경적 복음주의 신앙을 견지하는 목회자들과 평신도 지도자들로 구성되었다. 한철하 박사, 한경직 목사, 박윤선 목사, 김창인 목사, 정진경 목사, 김준곤 목사, 박종렬 목사, 임옥 목사, 홍순우 목사 등 한국 교회의 지도자들이 한국교회안에 바른 신앙운동, 바른 연합운동을 펴나가는 것을 그 목적으로 창립되었다. 한국복음주의협의회가 주력한 것은 공개신앙강좌를 통해 바른 신앙운동, 또한 아시아복음주의연맹과 협력하여 선교운동에 역점을 두었다. 그리고 재난 과 가난과 질병 등으로 고통을 당하는 북아프리카의 부르키나파소와 방글라데시, 북한 동포들과 연변의 조선족들을 도왔다. 한국복음주의협의회는 매달 둘째 주 금요일 아침 7시에 회원교회들을 순회하며 중요한 주제들을 가지고 월례 기도회 및 발표회를 개최하고 있다. 매달 발표되는 주 제들은 그 시대의 이슈가 되는 신앙적인 주제들과 사회적인 사안들을 다루고 있으며, 발표회를 통해서 바른 해석과 방향을 제시하고 있다. 현재 회장은 임석순 목사이다.

## 초대 임원들
- 회장 / 박조준
- 부회장 / 김준곤, 한철하, 정진경, 나원용
- 총무 / 이종윤 협동총무 / 최훈
- 서기 / 림인식 부서기 / 박일웅
- 회계 / 이창식 부회계 / 최해일

## 같이 보기
- 세계복음주의연맹
- 김명혁